# انتقاد فيسبوك

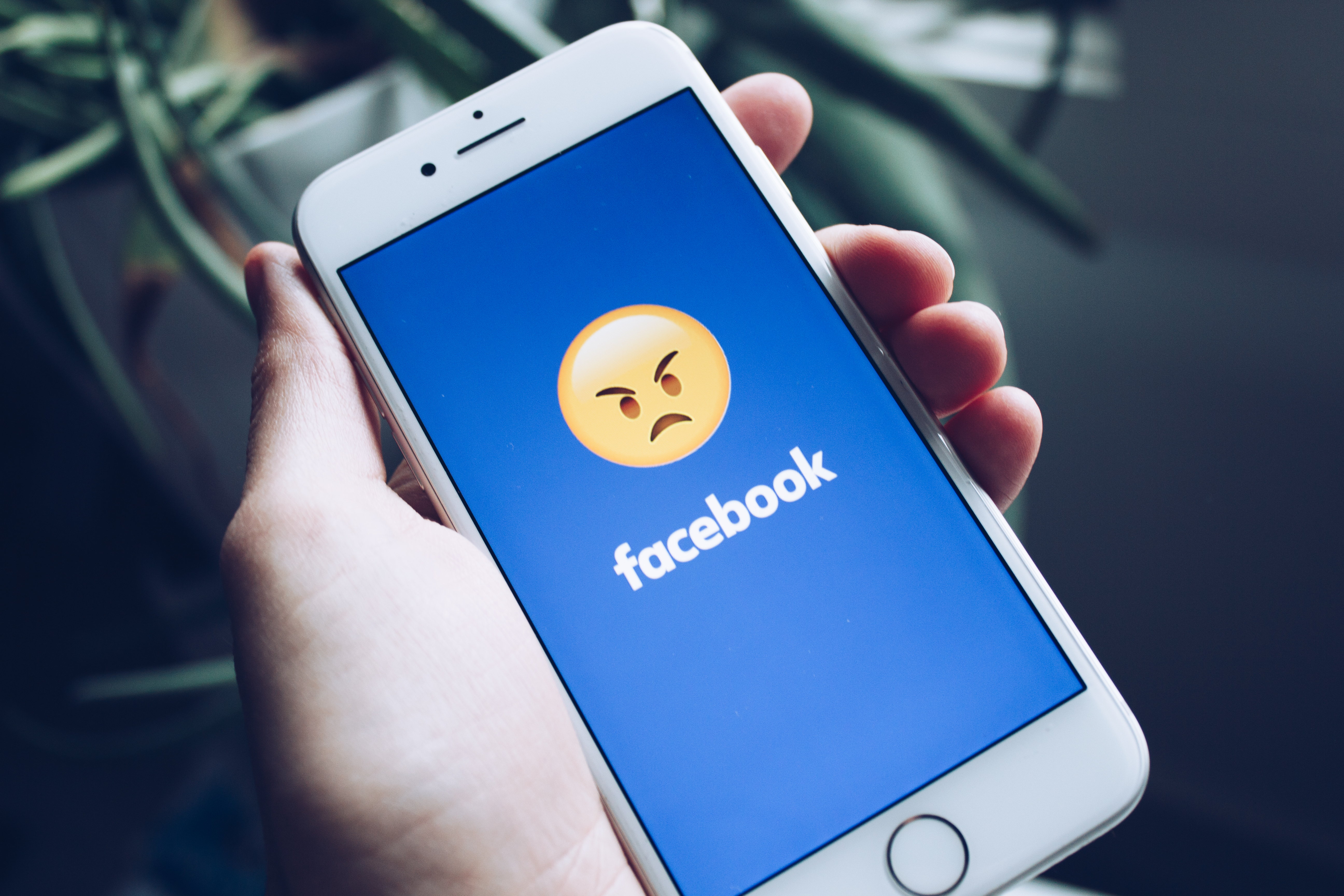

تلقى موقع التواصل الاجتماعي فيسبوك عدة انتقادات شملت طريقة تعامله مع مستخدميه، وخرق الخصوصية على الشبكة، وأمان الأطفال، وكونه بيئة ملائمة لنشر الكراهية، وعدم إمكانية إلغاء الحسابات عليه إلا بعد حذف جميع ما تحتويه، وألغت في عام 2008 بعض الشركات دعاياتها من فيسبوك لأنها وجدت أنها تصل إلى صفحات ومجموعات تعتبرها مثيرة للخلاف، كما أن محتويات كثير من الصفحات والمجموعات والصفحات الفردية قد انتقدت لأنها تعزز وتعيش على مواضيع إثارة الخلافات وأحياناً الانقسامات (السياسة والدين والجنس وغيرها)، ويوجد قضايا تتعلق بمتابعة المحتوى على فيسبوك من داخله وخارجه، وخلال فترة حياة فيس بوك أجريت تعديلات عديدة في خدماته وكثير منها أثارت الانتقادات ومنها واجهة المستخدم التي نشرت عام 2008 وكذلك تغيير شروط الاستخدام للموقع مع حذف فقرة تتعلق بتفصيل الحذف الآلي للمواد التي يتم حذفها، كما تعرض الفيس بوك لعدة قضايا قانونية.